# Бумажный самолёт

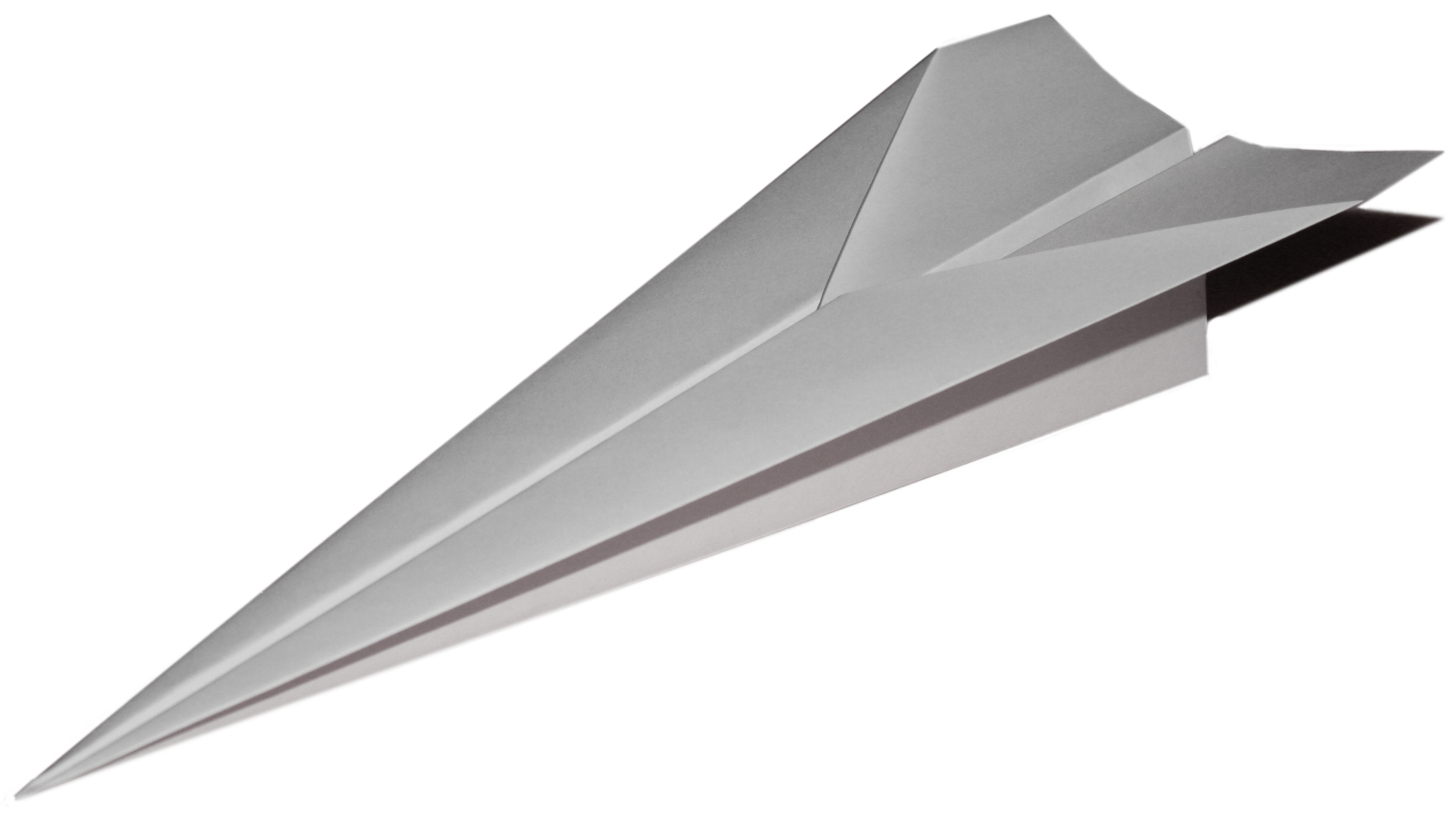
Одна из наиболее популярных и простых версий бумажного самолётика

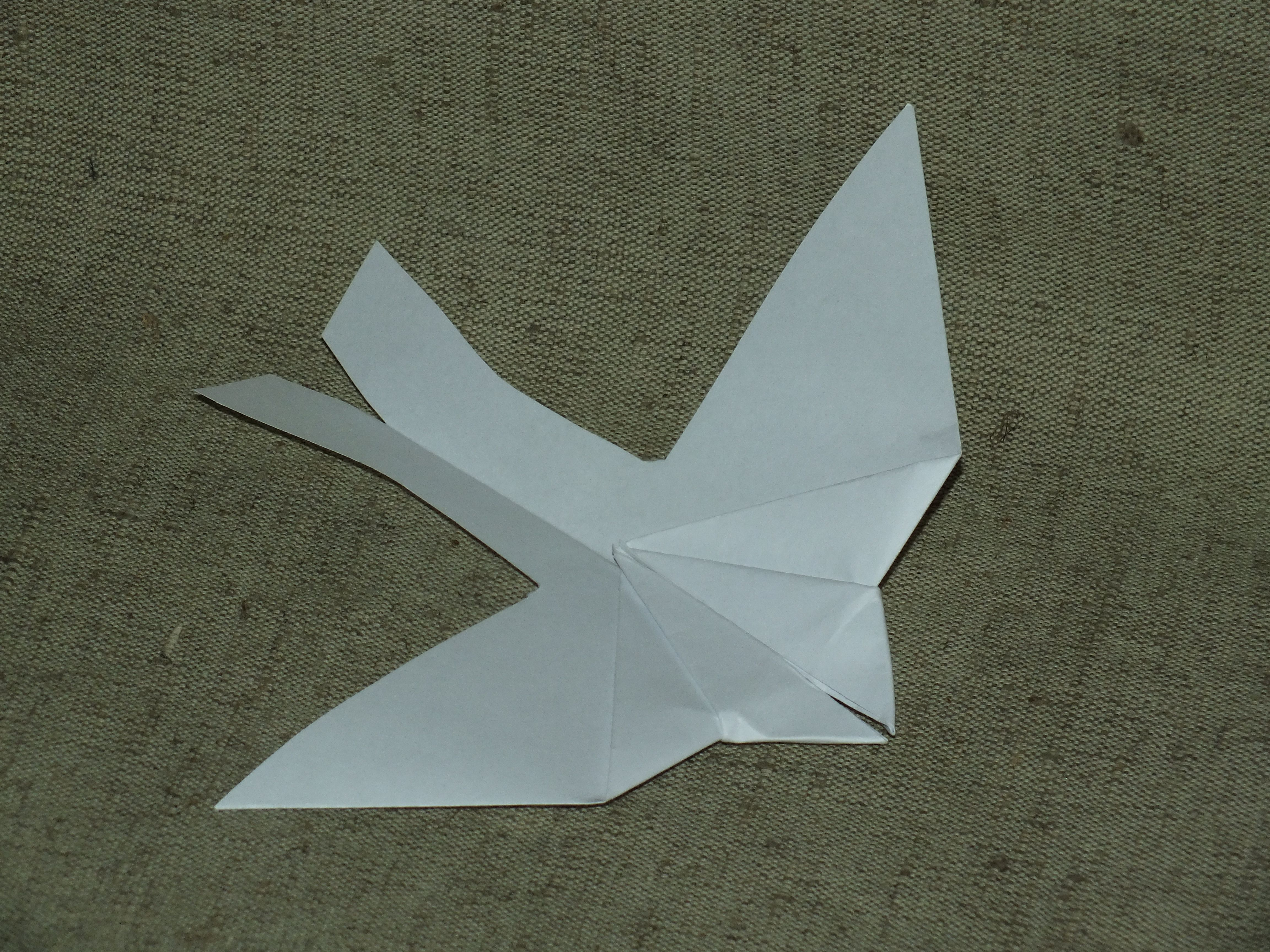
Бумажный голубь

Бума́жный самолёт (самолётик) — игрушечный самолёт, сделанный из бумаги.
Эта игрушка популярна из-за своей простоты — изготовить её просто даже новичку в искусстве складывания бумаги. Простейший самолётик требует лишь несколько шагов для полного сложения. Также бумажный самолётик можно сложить из картона.

## История
Использовать бумагу для создания игрушек, как полагают учёные, начали 2000 лет назад в Китае, где изготовление и запуск воздушных змеев были популярной формой времяпровождения. Хотя это событие можно рассматривать как исток современных бумажных самолётов, невозможно с уверенностью сказать, где точно произошло изобретение воздушного змея; по мере течения времени появлялись всё более красивые конструкции, а также виды змеев с улучшенными скоростными и/или грузоподъёмными характеристиками.
Наиболее распространённая версия времени изобретения и имени изобретателя — 1930 год, Джек Нортроп — сооснователь компании Lockheed Corporation. Нортроп использовал бумажные самолётики для тестирования новых идей при конструкции реальных самолётов.
С другой стороны, возможно, что бумажные самолётики знали ещё в викторианской Англии.

## Виды бумажных самолётиков
Существует много видов бумажных самолётиков, которые по-разному летают, сохраняют высоту и приземляются.

### Простой

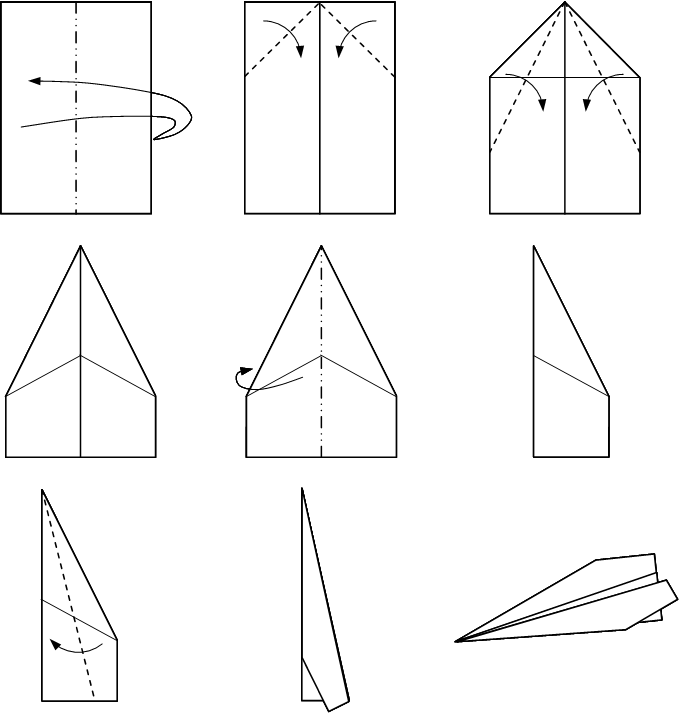
Популярный вариант складывания бумажного самолётика.

Этот тип самолётика складывается всего лишь за 6 этапов, а если не следовать инструкции для определения центра листа — то за 5. Следует использовать прямоугольный лист бумаги, например, A3, A4 или Letter (предпочтительно A4 или Letter).
1. Основная складка делается так: расположив бумагу короткой стороной к себе, загните левый или правый край бумаги так, чтобы он совпал с противоположным краем, и разгладьте складку.
2. Разверните бумагу и сложите левый верхний угол так, чтобы он коснулся основной центральной складки, затем повторите эту процедуру для правого верхнего угла.
3. Согните образовавшийся угол по линии, где заканчиваются края загнутых ранее углов, чтобы стороны, которыми эти углы соприкасаются с центральной складкой, были внутри.
4. Ещё раз проделайте действия, описанные в пункте 2, но теперь стороны углов сверху должны немного не доходить до центральной складки, то есть идти наискосок, при этом они не должны полностью закрывать ранее сложенный треугольник.
5. Загните маленький выглядывающий уголок так, чтоб он держал сложенные вами углы.
6. Теперь согните самолётик пополам этим треугольником наружу, согните стороны к основной складке и запускайте.

## Аэродинамика

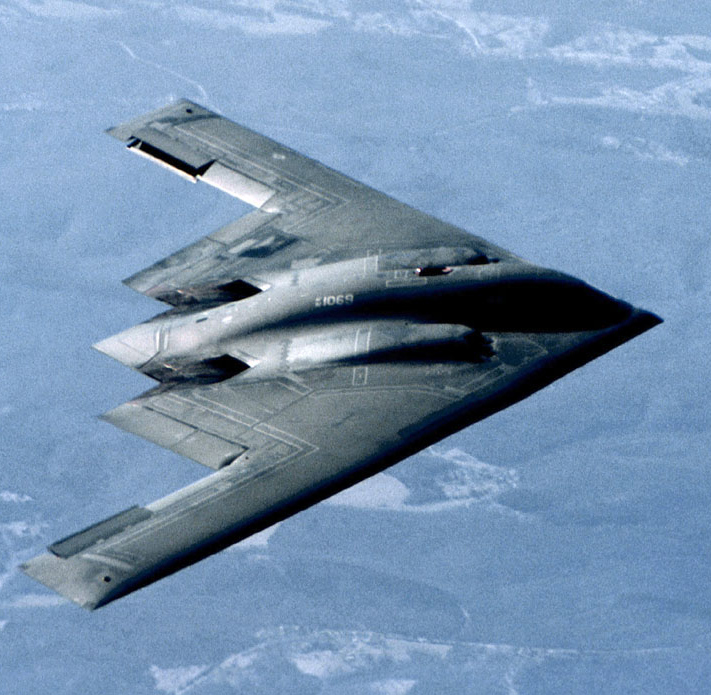
B-2 Spirit приводится Блэкберном как пример устойчивого самолёта без хвостового оперения.

Хотя модель DC-03 имеет крылья, обладатель рекорда, зарегистрированного в Книге рекордов Гиннесса, Кен Блэкберн не согласен с решением её создателей добавить на бумажный самолёт хвостовое оперение. Объяснение аэродинамики бумажных самолётов, помещённое на его сайте, доказывает, что хвостовое оперение просто не нужно. Блэкберн использует реальный бомбардировщик B-2 Spirit типа летающее крыло как пример, подтверждающий предположение о том, что вес, распределённый по передней части крыла, делает самолёт более устойчивым.
Независимо от него в 1977 году Эдмонд Xуэй (Edmond Hui) на основе аэродинамики дельтапланов разработал бумажный самолёт, подобный по форме стелс-бомбардировщику, и назвал его Паперанг (Paperang). Единственный из всех бумажных самолётов, он имеет действительно работающие аэродинамические поверхности и длинные узкие крылья, а его конструкция позволяет изменять каждый параметр формы самолёта. В 1987 году об этом самолёте была выпущена книга «Amazing Paper Airplanes», а в 1992 году он стал объектом нескольких газетных публикаций. Паперанг невозможно использовать на большинстве соревнований бумажного самолётостроения из-за использования в его конструкции скрепки, но при хорошей устойчивости он обладает исключительно большим коэффициентом относительной дальностью планирования — более 12 (то есть при потере 1 м высоты самолётик пролетает более 12 м по горизонтали).
Хотя считается, что лёгкие бумажные самолётики летают дальше тяжёлых, это утверждение оспаривается Блэкберном. Самолётик Блэкберна, побивший мировой рекорд в 1983 году, был разработан в предположении, что наилучшие самолёты обладают короткими крыльями и «тяжелы» в момент фазы запуска, когда человек подбрасывает их в воздух. Хотя более длинные крылья и меньший вес помогли бы, как кажется, самолётику достичь большего времени полёта, но такой бумажный самолёт невозможно выбросить высоко. Согласно Блэкберну, «для достижения максимальной высоты и хорошего перехода к планирующему полёту бросок должен осуществляться с отклонением от вертикали не более 10 градусов» — это показывает, что скорость самолётика, необходимая для успешного броска, должна быть как минимум 100 км/ч.

## Соревнования
В 1989 году англичанин Энди Чиплинг основал Ассоциацию бумажного авиастроения и разработал правила, которые впоследствии легли в основу международных соревнований Red Bull Paper Wings, проводимых с 2006 года. Соревнования проводятся в трёх дисциплинах: дальность полёта, длительность полёта и аэробатика.

## Мировые рекорды
Многочисленные попытки увеличить время пребывания бумажного самолётика в воздухе время от времени приводят к взятию очередных барьеров в этом виде спорта. Кен Блэкберн удерживал мировой рекорд на протяжении 13 лет (1983—1996) и вновь получил его 8 октября 1998 года, бросив бумажный самолёт в помещении так, что он продержался в воздухе 27,6 секунды. Этот результат подтверждён представителями Книги рекордов Гиннесса и репортёрами CNN. Бумажный самолётик, использованный Блэкберном, можно отнести к категории планёров.
В 2009 г. рекорд Блекберна побил Такуо Тода, глава Ассоциации оригами-самолетов Японии — его результат составил 27,9 с.

Рекордсменом по дальности полёта является американский игрок в аренабол Джо Аюб, запустивший в 2012 г. самолётик, спроектированный Джоном Коллинзом, на расстояние в 69,14 м. Достижение внесено в Книгу рекордов Гиннесса

## Национальные особенности
Япония
Вероятно, бумажный самолёт является наиболее распространённой формой аэрогами, одной из ветвей оригами (японского искусства складывания бумаги). По-японски такой самолёт называется 紙飛行機 (ками хикоки; ками=бумага, хикоки=самолёт).

## Культурное значение
Бумажный самолётик стал официальным символом мессенджера Telegram и протестного движения за свободу интернета.
В России перед Днём Победы 9 мая проводится акция Бессмертная эскадрилья, когда дети запускают бумажные самолётики в честь лётчиков — участников Великой Отечественной войны.